# Herculano Galhardo
Herculano Jorge Galhardo ComA • ComSE (Lisboa, 21 de Fevereiro de 1868 – Lisboa, 4 de Fevereiro de 1944) foi um militar e político português. Como militar chegou ao posto de coronel em 1922. Foi senador por Leiria em 1915 e 1919 e por Lisboa em 1921 e 1922, ministro das Finanças entre 28 de Janeiro e 6 de Março de 1915, no ministério do general Pimenta de Castro, e do Fomento de 25 de Abril a 8 de Dezembro de 1917, no governo de Afonso Costa.

## Biografia

### Carreira académica e militar
Primo-sobrinho paterno de Eduardo Galhardo, Herculano Jorge Galhardo estudou na Escola Politécnica e na Escola do Exército, onde tirou o curso de Engenharia Militar e Civil, seguindo a vertente de Estado-Maior. Inicia a sua carreira militar em 1892, como alferes, chegando ao posto de coronel em 1922.

### Carreira profissional
Leccionou na Escola de Guerra, e exerceu diversas funções directivas, de onde se destaca a Fábrica de Cimento Tejo, onde foi director entre 1900 e 1910. Foi membro da Comissão de Estudo e Construções da Fábrica de Munições de Braço de Prata, entre 1903 e 1907; e da Comissão de Instalação da Fábrica de Barcarena, em 1907. Em 1910 era consultor da Fábrica de Ocre. No período de 1921 a 1926, foi responsável pela administração do Porto de Lisboa, e director das Oficinas dos Caminhos de Ferro do Sul e Sueste.

### Carreira política
A sua ligação à política inicia-se em 1914, quando é nomeado chefe de gabinete do ministro do Fomento João Maria de Almeida Lima.
Membro do Partido Unionista de 1911 a 1915, adere ao Partido Republicano. Em 1915 e 1919, é senador por Leiria, e em 1921 e 1922 por Lisboa. Entre 28 de Janeiro e 6 de Março de 1915 exerce as funções de ministro das Finanças. No governo de Afonso Costa, é responsável pela pasta do Fomento, de 25 de Abril a 8 de Dezembro de 1917.
Herculano Jorge Galhardo fez parte da Maçonaria, para onde entrou em 1905.
Sendo Tenente-Coronel, a 28 de Junho de 1919 foi feito Comendador da Antiga, Nobilíssima e Esclarecida Ordem Militar de Sant'Iago da Espada, do Mérito Científico, Literário e Artístico e a 31 de Dezembro de 1920 foi feito Comendador da Ordem Militar de São Bento de Avis.

### Casamento e descendência
Casado com Joana de Araújo James, de ascendência Inglesa, com geração.